# Бартоломе Естебан Мурільйо
Бартоломе́ Есте́бан Мурі́льйо (ісп. Bartolomé Esteban Murillo; 1 січня 1618, Севілья — 3 квітня 1682, Севілья) — іспанський художник доби бароко, співзасновник севільської академії малярства. Малював релігійні картини, іноді портрети. Зробив декілька жанрових композицій на межі бодегона і побутового жанру, які вважають найкращими в творчому надбанні художника. Ім'я на іспанський манер пишеться як Бартоломе.

## Біографія

### Ранні роки
Він 14 дитина в небагатій родині. Мати була на тридцять років молодша за чоловіка, що не перша загадка і особливість в біографії художника. Батько — цирульник, що за життя так і не спромігся придбати власний будинок. Родина була вимушена мешкати в квартирі, що орендувала у місцевого монастиря. Батьки померли у 1628 році і хлопець — сирота 10 років залишився під опікою молодшої сестри матері (рідної тітки) та її чоловіка, хірурга. Нова родина була заможною, бо мала маєтки на околицях Севільї, а ставлення до сироти було добрим. Хірург Лагарес і тітка замінили хлопцю рідних батьків і дали добру початкову освіту.

### Навчання
Коли у підлітка виявилися художні здібності, нові батьки влаштували його в майстерню місцевого художника Хуана дель Кастільо. Як заведено, навчання тривало три роки, закінчилося у 1636 р., після чого Бартоломе отримав право працювати самостійно. Ранішні твори не збереглися, перша зі збережених картин датована 1638 роком.

### Впливи
Є відомості, що художник навідувався в Мадрид. Серед майстрів, впливи яких мали місце на свідомість Мурільо — Педро де Мойя та Веласкес. Ймовірно, м'які переходи фарб де Мойі та дещо сентиментальні образи останнього були ближче до манери Мурільо, ніж гостро індивідуальна манера Веласкеса. В Мадриді художник мав змогу бачити відомі твори іноземних майстрів, зокрема Тиціана, Ван Дейка, Рубенса, але їх вплив не був значним і не відбився на сюжетах картин Мурільо.

### Шлюб
В лютому 1645 року Мурільйо зробив спробу вінчання з дівицею Беатріс де Кабрера-і-Сотомпайер Віллалобос 23 років. В церкві дівиця закричала, що йде заміж за примусом і вінчання скасували. Лише з другої спроби Мурільо владнав стосунки з Беатріс і узяв з нею шлюб. Родина жила досить спокійно і мала дев'ять дітей.

### Праця на католицьку церкву
Все життя Мурільо був добрим католиком. Релігійна налаштованість і допомагала мати майже постійних замовників серед управителів церков та монастирів. Серед перших вдалих робіт художника — картини (релігійні образи) для францисканського монастиря Севільї зі сценами життя Святого Франциска. Грошей заплатили мало, але до художника прийшла слава і нові замови.
Мурільйо довгі роки сприймали як відомого майстра мадонн та релігійних образів. Ця слава пережила художника і на деякий час затьмарила славу Ель Греко та Веласкеса. І Ель Греко, і Веласкес зазнали забуття на століття.
Твори Мурільйо у 18 столітті на деякий час уособлювали найкращі зразки живопису Іспанії взагалі. Придбання картин Мурільйо було престижним, і вони недешево коштували. Серед покупців картин Мурільйо — імператриця Катерина ІІ, лорд-канцлер Волпол, герцог Шуазель, мільйонер П'єр Кроза тощо.

### Побутові картини Мурільйо
Нові оцінки прийшли в 19 столітті. І вже славі Мурільйо прийшлось значно поступитися всесвітній славі спочатку Веласкеса, а потім Ель Греко.
Схвально почали сприймати побутові картини художника, що колись не вважались головними в його творчості.

### Автопортрет
Невідомо, чи малював хтось портрет Бартоломе Естебана Мурільйо. Діти художника умовили батька створити свій портрет, що він і зробив на початку 1670-х років. Автопортрет художника зберігає Національна галерея в Лондоні. Напис латиною і сповіщає про причини створення картини.

### Севільська Академія мистецтв

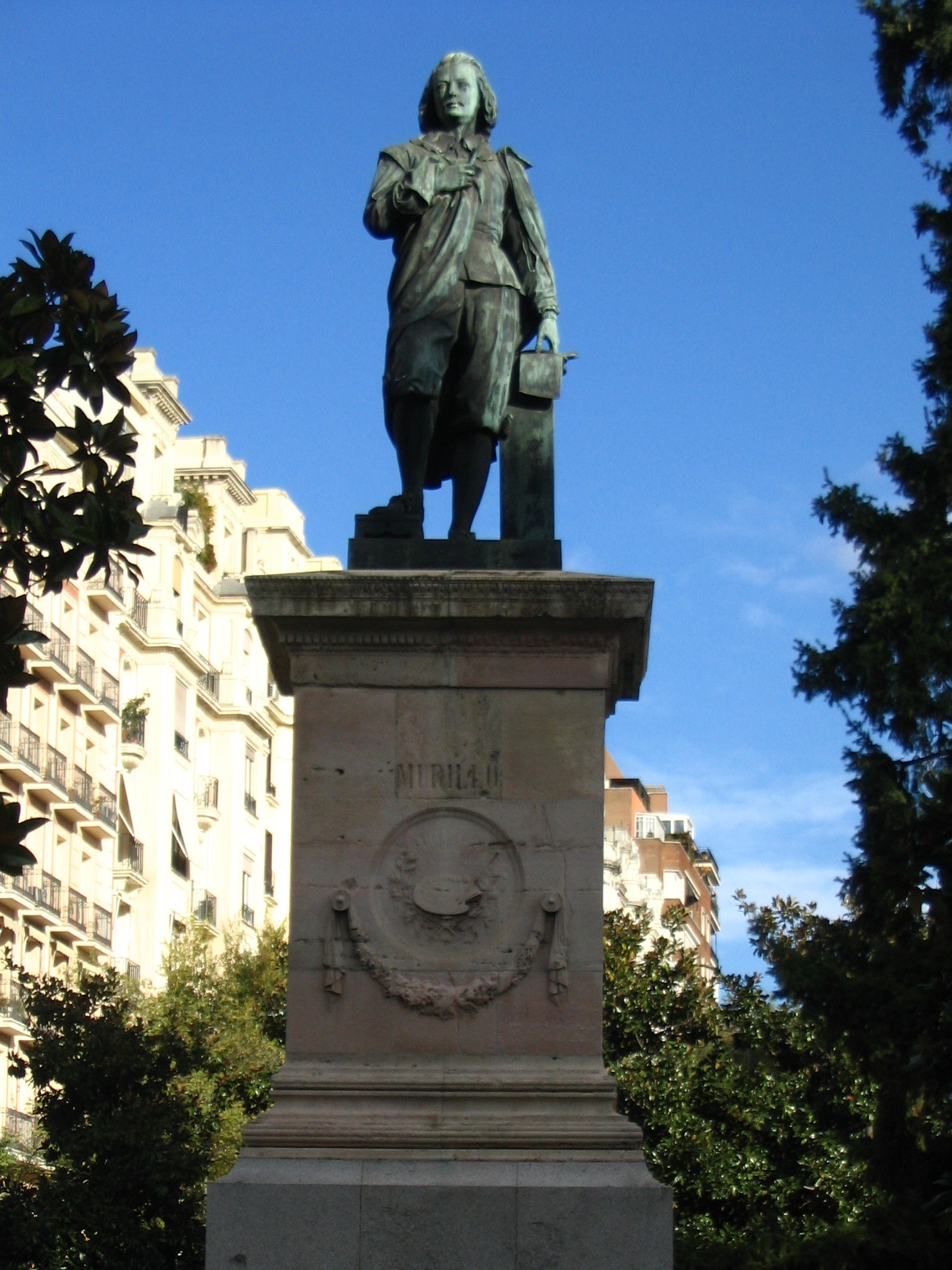
Монумент на честь Мурільйо в Мадриді.

Необхідність передати досвід молодим майстрам і підняти значення Севільї як міста спонукала художника разом з однодумцями заснувати в місті Академію мистецтв. Її відкрили в січні 1660 року, а Мурільйо обрали її першим президентом (ректором).

### Громадсько-релігійне служіння
З 1665 року художник став членом релігійного братства Святого Милосердя міста Севілья. Обов'язки були важкі і неприємні, бо доводилося ловити тіла потоплених, ховати померлих невідомих, піклуватись за тяжкохворими та помираючими, бувати у в'язниці і нести релігійну втіху приреченим на смертну кару. Реальність не приховувала своїх жахів від художника.
Мурільйо сприймав усі негаразди свого життя як іспити, що насилає Бог і терпляче зносив свої і чужі втрати. Він поховав і двох своїх синів, а в 1670 році і свою дружину.
Але сцени мучеництв чи смерті нечасті в картинах майстра. Серед них — «Мучеництво Св. Андрія Першозваного», «Смерть Св. Клари» тощо.

### Заповіт і смерть
Художник отримав замовлення на вівтарний образ у церкві монастиря капуцинів у Кадісі. Під час праці він упав з риштувань і розбився. Його віднесли додому, де він, поки не знепритомнів, склав заповіт. Мурільйо помер 3 квітня 1682 року на 64 році життя.
У Мадриді встановлено монумент на честь художника.

## Твори

### Вибрані твори

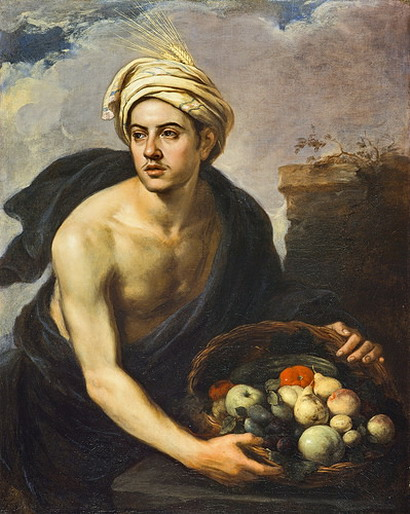
Мурільйо, алегорія «Літа» або «Осені».

- Поклоніння пастухів, Прадо, Мадрид
- Христос зцілює паралічного, Національна галерея, Лондон
- Янгол виводить Апостола Петра з в'язниці, Ермітаж, Петербург
- Йосип Прекрасний і дружина Потіфара, Кассель
- Авраам і три янголи, Оттава, Канада
- Святий Фома де Вільянуева роздає милостиню, Севілья, музей красних мистецтв
- Молитва Св. Франциска Асізького
- Мадонна передає Св. Ільдефонсо розкішні церковні шати, Прадо, Мадрид
- Монах Юніпер і жебрак
- Зустріч Елеазара та Ребекки біля колодязя, Прадо, Мадрид
- Свята Родина, Прадо, Мадрид
- Смерть Св. Клари, Дрезден
- Христос після побиття батогами і янголи
- Св. Антоній Падуанський з Христом-немовлям, Севілья, музей красних мистецтв
- Різдво богородиці, Лувр, Париж
- Непорочне зачаття, бл. 40 варіантів
- Яків стереже вівці Лавана, Даллас, США
- Ісаак благословляє Якова, Ермітаж, Петербург
- Сон Якова (Сходинки в небо), Ермітаж, Петербург
- Відпочинок Св. Родини на шляху до Єгипту, Ермітаж, Петербург
- Благовіщення, Ермітаж, Петербург
- Заснування церкви Санта Марія Маджоре, Прадо, Мадрид
- Св. Бонавентура і Св. Леандр, Севілья, музей красних мистецтв
- Розіп'ятий Христос втішає Св. Франциска Асізького, Севілья, музей красних мистецтв
- Повернення блудного сина, Вашингтон, Національна галерея мистецтва
- Св. Єлизавета лікує хворих, Севілья, шпиталь милосердя
- Мучеництво Андрія Первозваного, Прадо, Мадрид
- Жанрова сцена, чотири фігури на лоджії, Кімбел Арт Мьюзеум, Техас.
- Дівчина з монетою, Прадо, Мадрид
- Хлопчик з собакою, Ермітаж, Петербург
- Маленькі продавці фруктів, Мюнхен
- Юний жебрак, Лувр, Париж
- Автопортрет, Лондон, Національна галерея
- Портрет Андреаса де Андраде і ла Коль, Метрополітен-музей, США

### Галерея

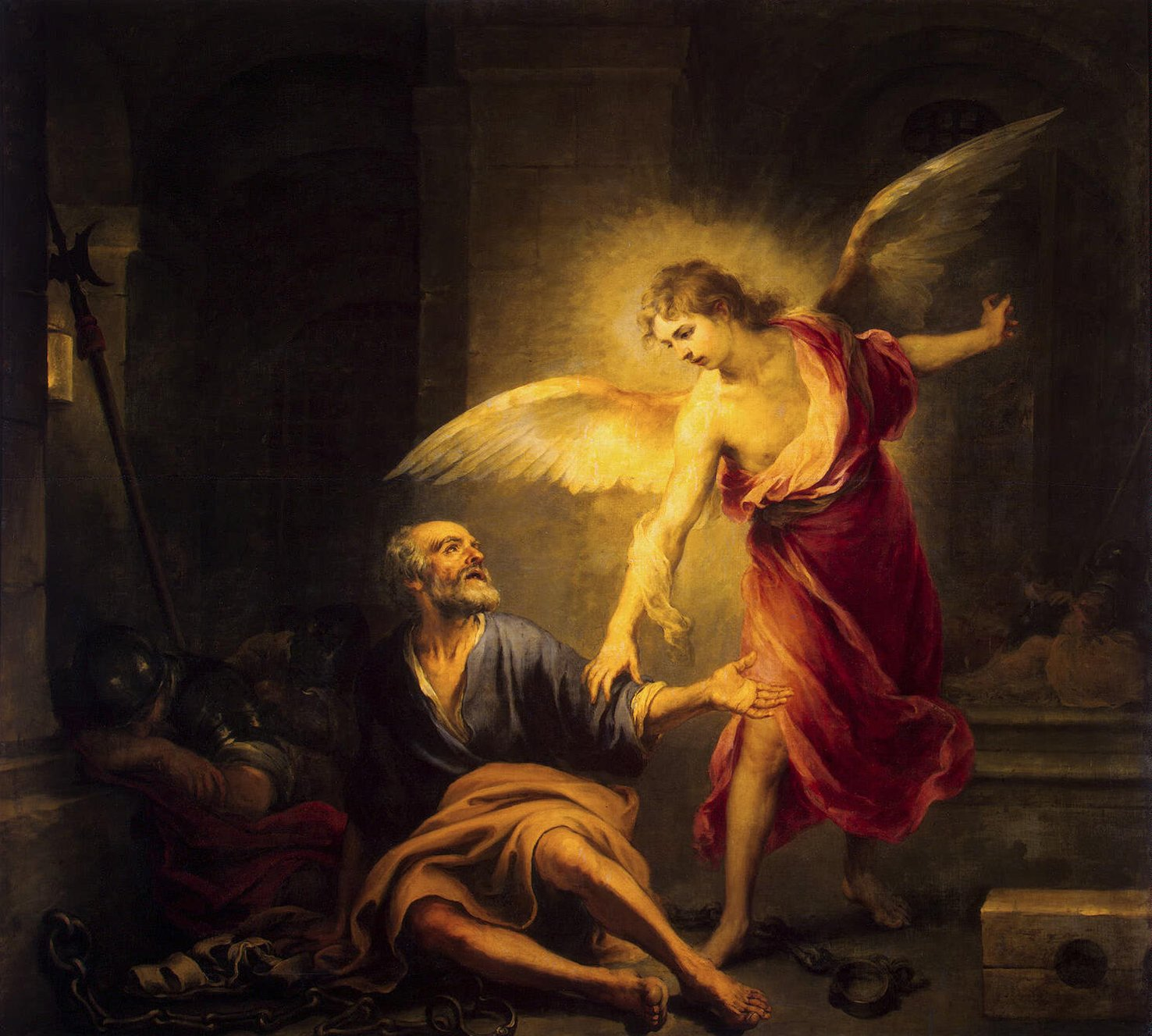
«Янгол виводить Апостола Петра з в'язниці», Ермітаж, Санкт-Петербург
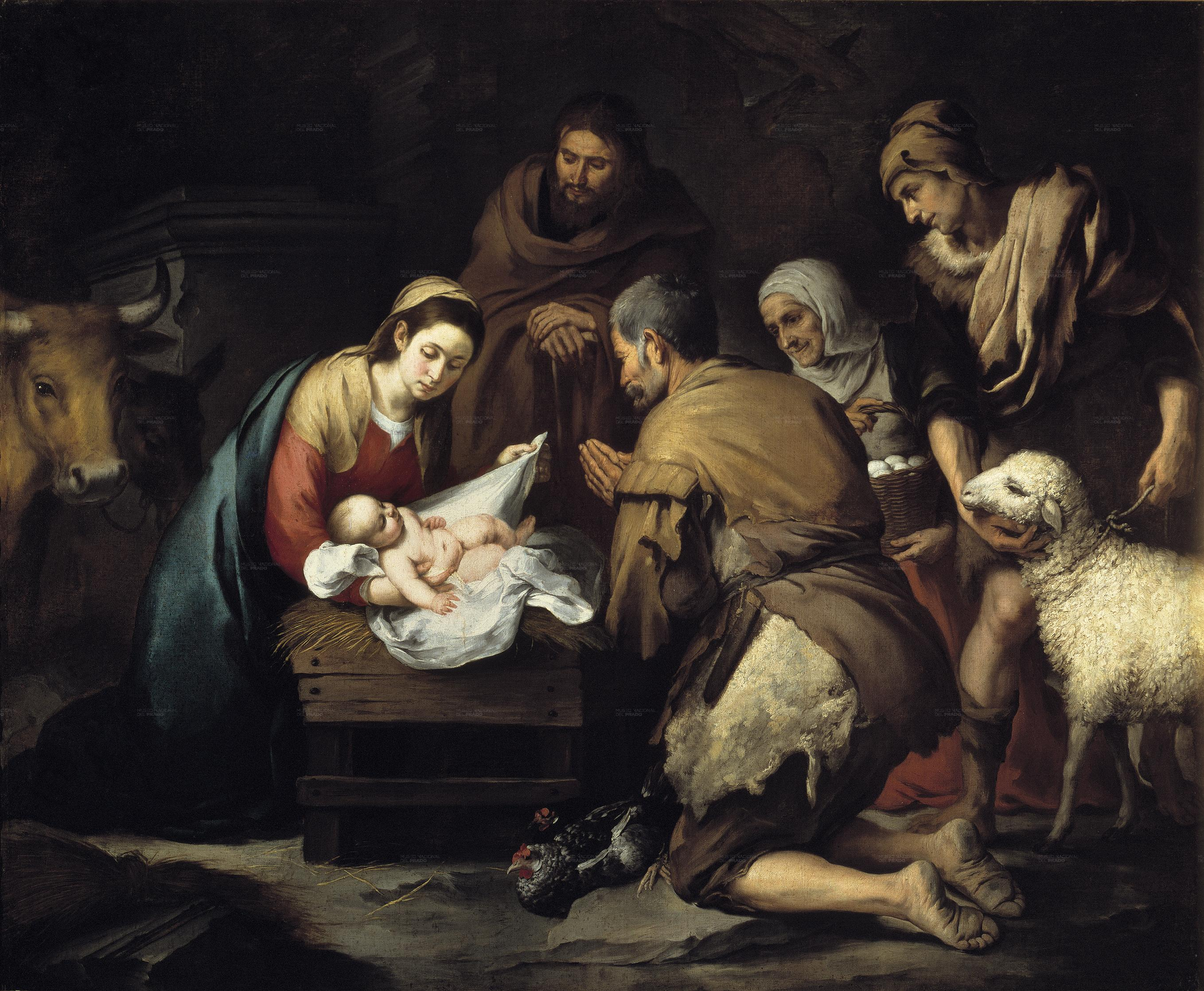
«Поклоніння пастухів», Національний музей Прадо, Мадрид
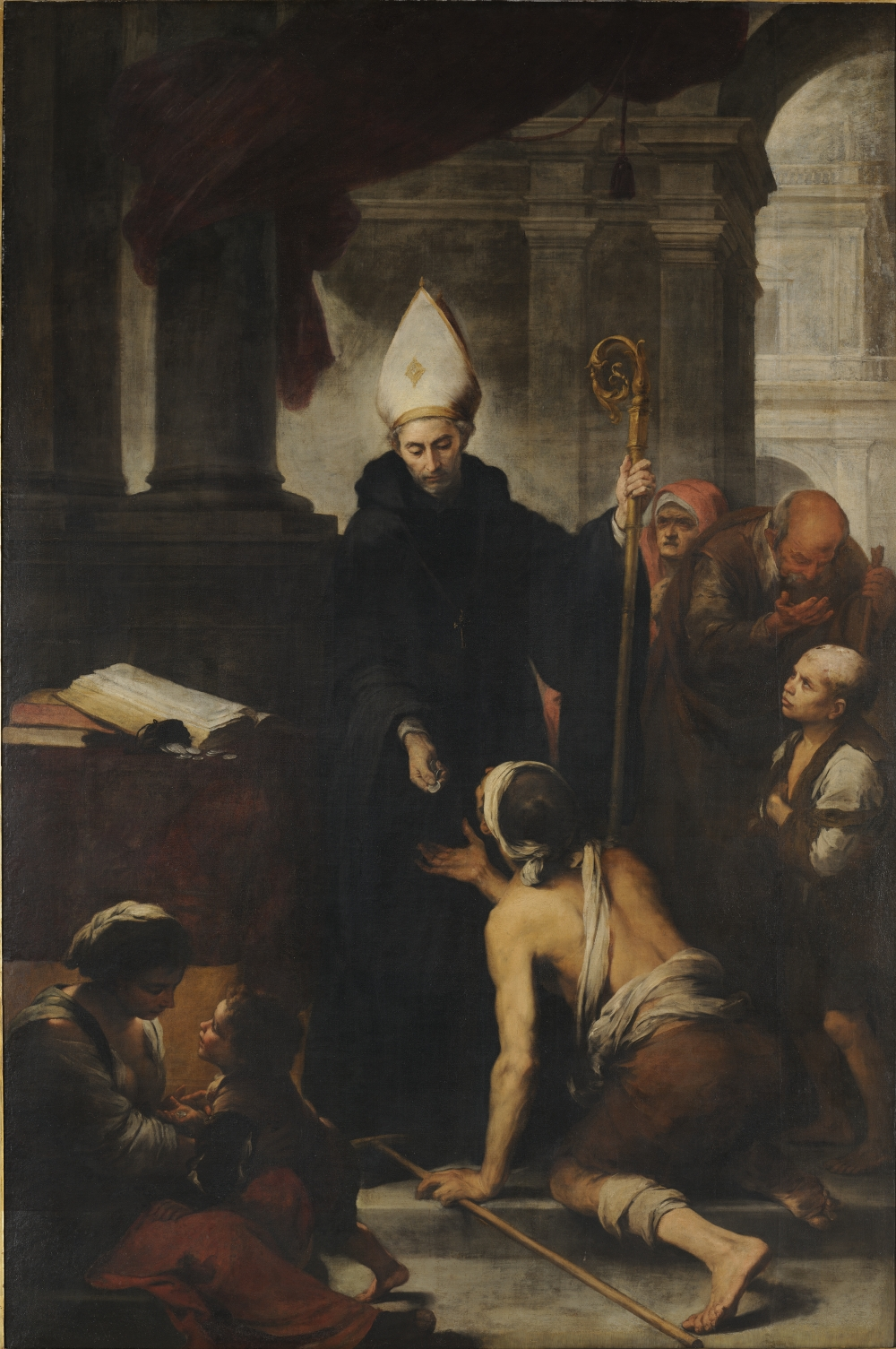
«Св. Фома де Вільянуева роздає милостиню»,  Музей красних мистецтв, Севілья
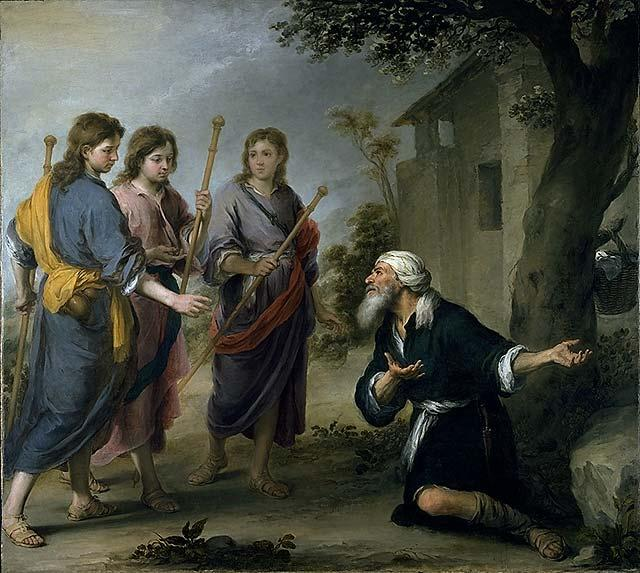
«Авраам і три янголи», Оттава, Канада
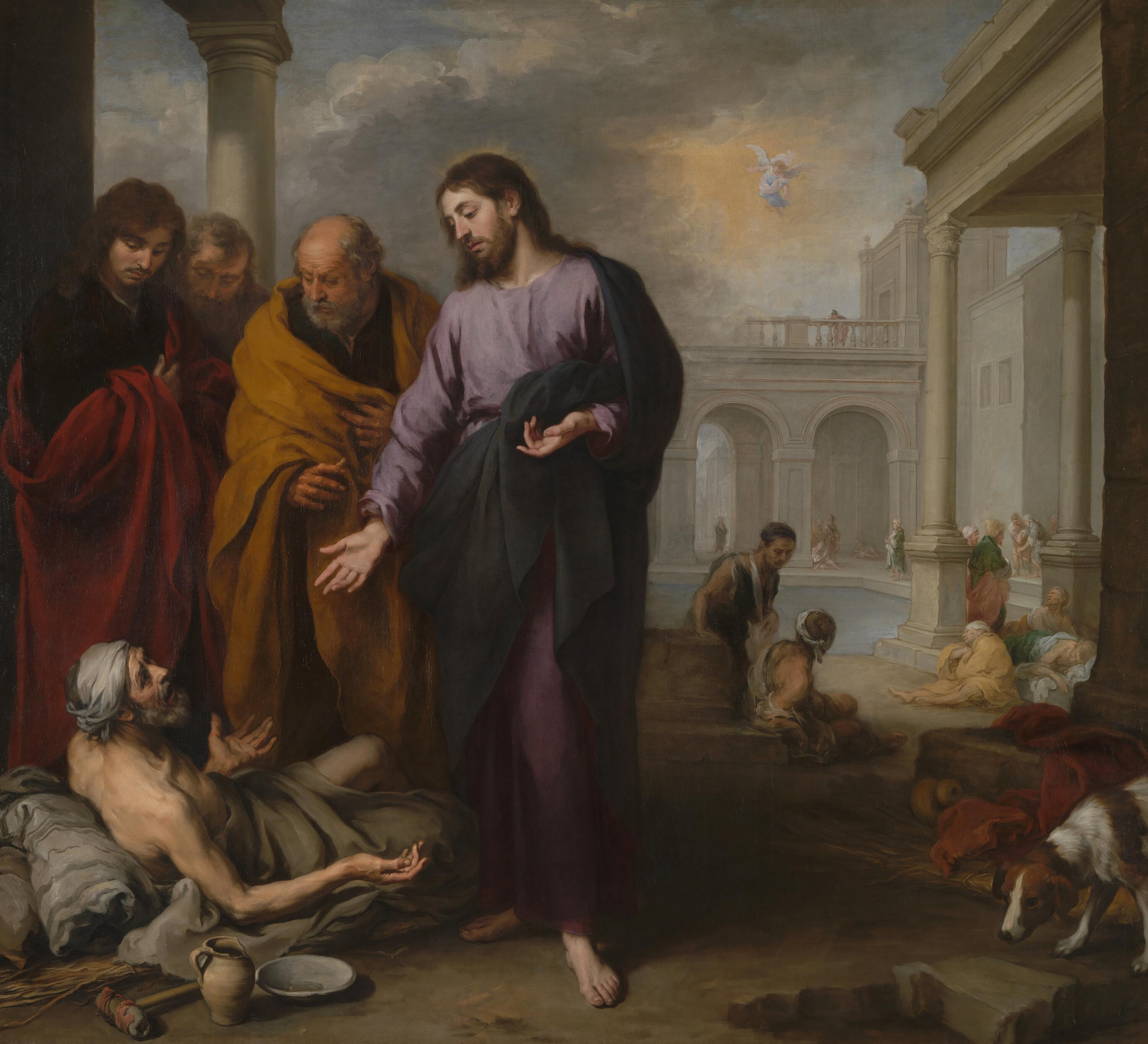
«Христос зцілює паралічного»
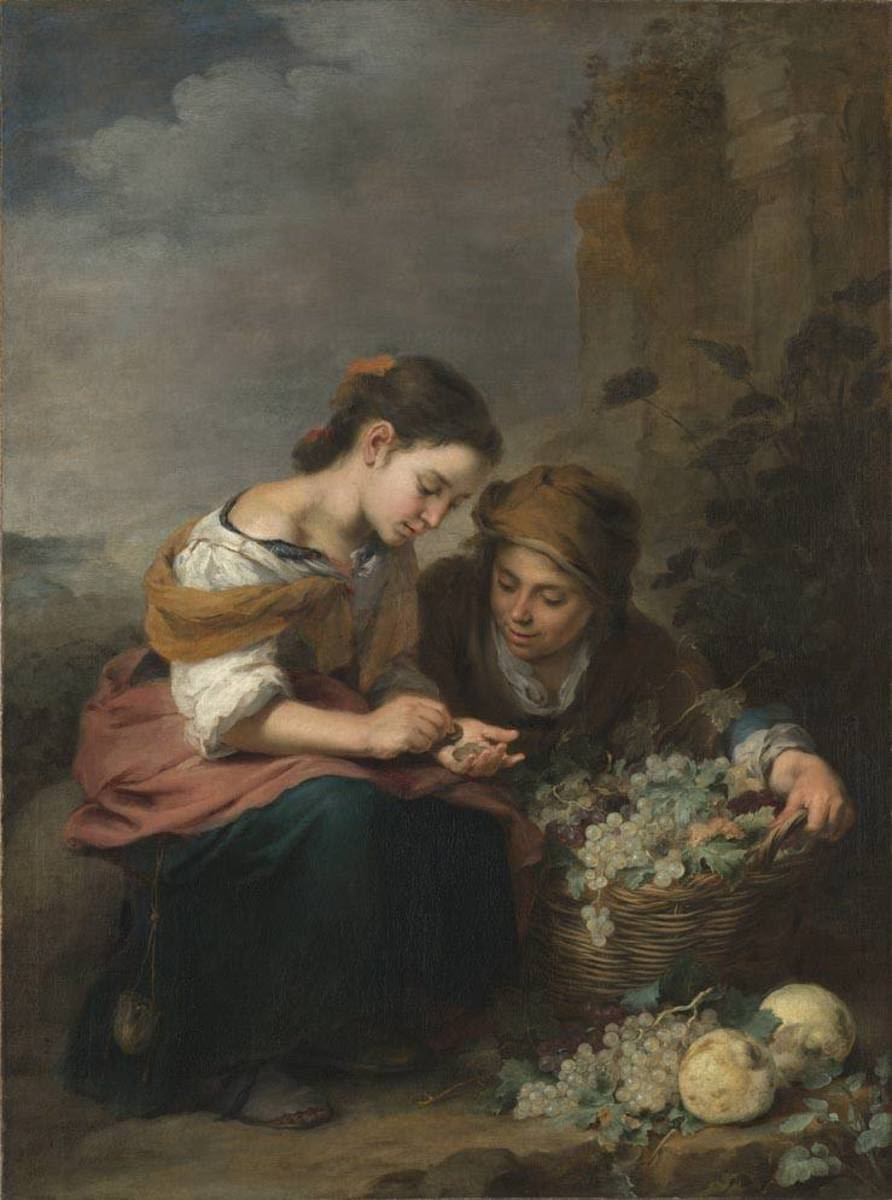
Худ. Мурільйо. «Малі продавці фруктів». Мюнхен, Стара пінакотека.
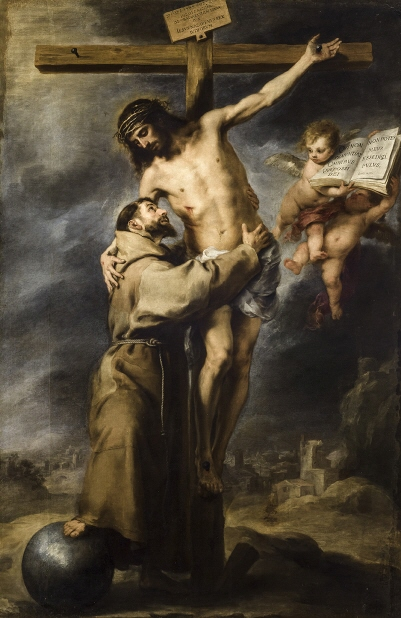
«Розіп'ятий Христос втішає Св.Франциска Асізького», 1668 р.
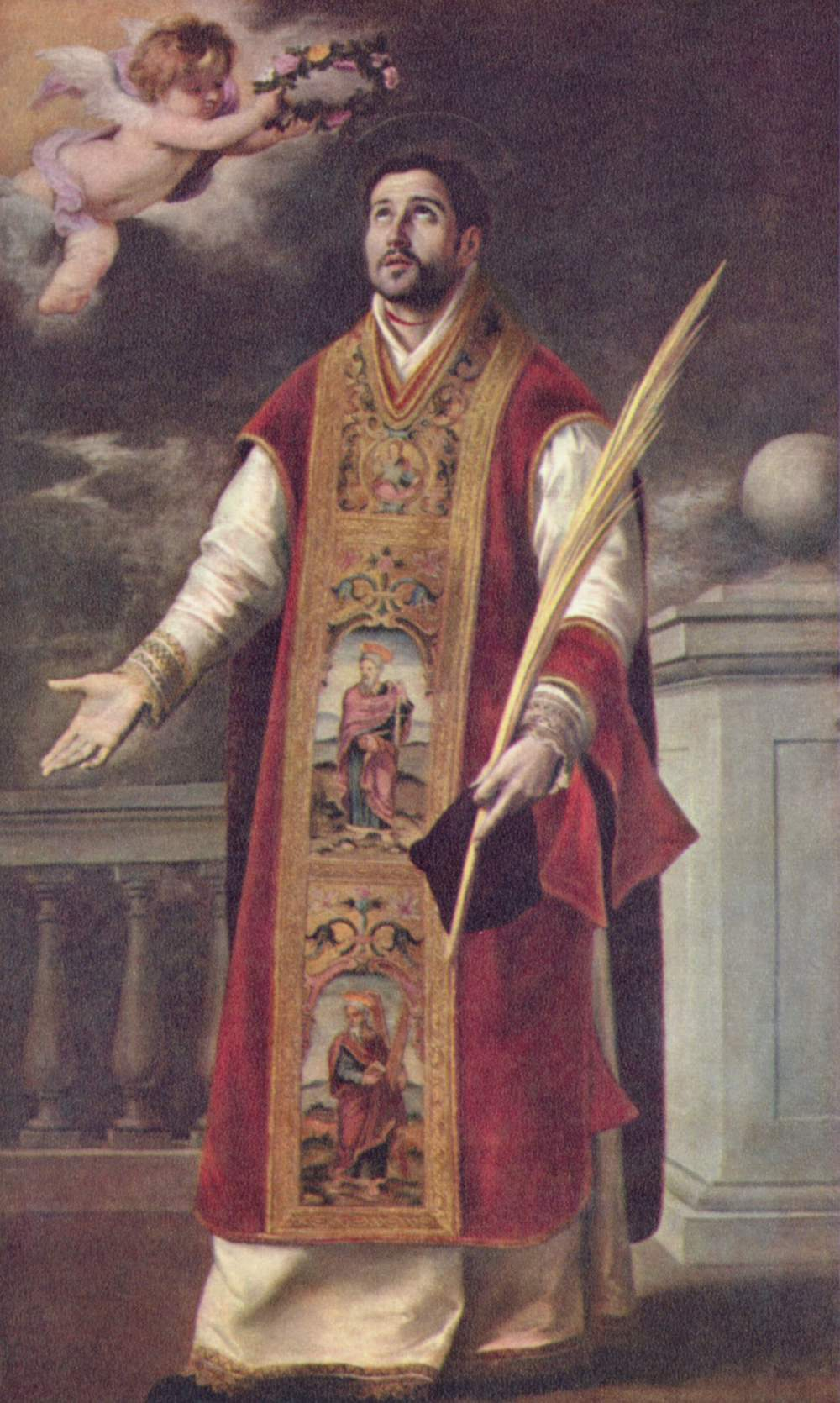
«Св. Родрігес», Дрезден